# Xanthorhoe frivola
Xanthorhoe frivola är en fjärilsart som beskrevs av Edward Meyrick 1913. Xanthorhoe frivola ingår i släktet Xanthorhoe och familjen mätare. Inga underarter finns listade i Catalogue of Life.